# Apokalypse
Apokalypse è un cortometraggio muto del 1918 diretto da Rochus Gliese. Girato alla fine della prima guerra mondiale, è un film di propaganda contro la guerra.

## Produzione
Il film fu prodotto dalla Projektions-AG Union (PAGU).

## Distribuzione
Distribuito dalla Universum Film (UFA), il film - un cortometraggio di dodici minuti - uscì nelle sale cinematografiche tedesche nel 1918.